# دين واتكينز
دين واتكينز هو مهندس وسياسي أمريكي، ولد في 14 فبراير 1931.